# John Riggins
Robert John Riggins (* 4. August 1949 in Seneca, Kansas), auch The Diesel genannt, ist ein ehemaliger US-amerikanischer American-Football-Spieler auf der Position des Runningbacks.

## College
Riggins begann mit dem Football spielen an der Centralia High School im gleichnamigen Ort Centralia, der in Kansas gelegen ist. Nach seinem Abschluss dort schrieb er sich an der University of Kansas ein. Neben dem Journalismus-Studium, welches er dort absolvierte, spielte er auch in der universitätseigenen American-Football-Mannschaft. Die Kansas Jayhawks, so der Name der Mannschaft, wurden damals von Pepper Rodgers trainiert und hatten die vergangene Saison mit einer Bilanz von 5-5 abgeschlossen. Als Fullback ersetzte Riggins J.C. Hixon, der nach der letzten Saison von der Uni abgegangen war. Als Starter erlief Riggins dann einen Raumgewinn von insgesamt 866 Yards und erreichte mit den Jayhawks eine Bilanz von 9-2, womit das Team zusammen mit den Oklahoma Sooners erster in der Big Eight Conference wurde. Daher waren die Jayhawks nach Ende der Saison berechtigt am Orange Bowl teilzunehmen. Dort traf Kansas auf die Penn State Nittany Lions und musste sich mit 15:14 geschlagen geben. In der nächsten Saison gewannen die Jayhawks nur eines von zehn Spielen und verpassten somit den erneuten Einzug in ein Bowl-Endspiel. Riggins erlief mit einem Raumgewinn von 662 Yards etwas weniger als in der Vorsaison, wurde aber dennoch für seine Leistungen ins All-Big Eight Conference First-Team gewählt. Seine Leistungen aus den beiden vorherigen Jahren konnte er in seiner letzten Saison noch einmal überbieten und so erlief er einen Raumgewinn von 1131 Yards. Dadurch konnten die Jayhawks immerhin fünf von elf Spielen gewinnen und Riggins wurde erneut ins All First-Team der Conference gewählt.
Schlussendlich führte er die Jayhawks in all seinen drei Jahren in erlaufenen Yards an und überholte mit einem erlaufenen Gesamtraumgewinn von insgesamt 2659 Yards sogar die Jayhawks-Legende Gale Sayers. Für seine Leistungen an der Universität wurde er, am 13. Oktober 2007 vor dem Spiel der Jayhawks gegen die Baylor Bears, in den Kansas University Ring of Honor aufgenommen.

## Spielerlaufbahn

### New York Jets
John Riggins wurde 1971 von den New York Jets in der ersten Runde an sechster Stelle im NFL Draft gewählt. Er hatte eine sehr erfolgreiche Rookie-Saison, während der er sein Team sowohl im Laufen als auch im Fangen anführte. Im zweiten Jahr seiner Karriere, in einem Spiel gegen die New England Patriots am 15. Oktober 1972, gelangen ihm und seinem Teamkollegen Emerson Boozer kumulierte 318 Yards (Riggins 168 und Boozer 150) Raumgewinn auf dem Boden. Damit bilden die beiden das einzige Runningback-Tandem in der Geschichte der NFL, die je für 150+ Yards Raumgewinn in einem Spiel gelaufen sind. Im selben Jahr wäre es ihm fast gelungen, den Jets-Franchise-Rekord für erlaufenen Raumgewinn zu überbieten. Am Ende fehlten ihm mit 944 Yards nur 4 Yards zum Rekord (948), damals gehalten von Matt Snell.
Drei Jahre später, im Jahr 1975 gelang es ihm dann doch, diesen Rekord zu überbieten, und er wurde zum ersten Jets-Spieler, der in einer Saison für mehr als 1000 Yards Raumgewinn laufen konnte (1005). Am Ende dieser Saison, die seine letzte als Spieler der Jets sein sollte, wurde er zum ersten und einzigen Mal zum Pro Bowl gewählt.

### Washington Redskins
Nach der 1975er Saison wurde er zu einem Free Agent und schloss sich den Washington Redskins an. Er erhielt einen Vier-Jahres-Vertrag für 1,5 Millionen US-Dollar. Verglichen zu seinem Jahresgehalt von 75.000 Dollar im letzten Jahr seines Vertrags mit den Jets war dies eine bedeutende Steigerung.
Bei den Redskins hatte er einen etwas holprigen Start. Im ersten Jahr, 1976, wurde er fast ausschließlich in Situationen eingesetzt, in denen das Ziel nur ein kurzer Raumgewinn war. Und im zweiten Jahr, 1977, fiel er fast komplett mit einer Knieverletzung aus. Jedoch gelang es ihm in den zwei darauffolgenden Jahren (1978 und 1979), seine Leistung zu steigern: Er erlief jeweils mehr als 1000 Yards Raumgewinn und trug somit maßgeblich zur Offense der Redskins bei.
Nach der Saison von 1979 wollte Riggins eine Neuverhandlung seines Vertrags zu anderen Konditionen, was die Redskins-Teamleitung ablehnte. Daraufhin verließ Riggins das Trainingslager, worauf die Redskins ihn als „Zurückgetreten“ an die NFL meldeten, was bedeutete, dass er sich keiner anderen Mannschaft in dieser Saison anschließen konnte. Die Folge war, dass er die komplette 1980er-Saison verpasste.
1981 wurde Joe Gibbs der neue Head Coach der Redskins und er konnte Riggins davon überzeugen, dass er erneut für Washington auflaufen sollte. Elf Monate nach dem Verlassen des Trainingslagers kehrte er mit einem neuen Vertrag zurück zu den Redskins. Den Medienvertretern begegnete er mit den Worten:
„I'm bored, I'm broke, and I'm back“ Übersetzung: „Ich bin gelangweilt, ich bin pleite und ich bin zurück“
In der folgenden Saison von 1981 schaffte er es zwar nicht für 1000 Yards Raumgewinn zu laufen, er erzielte aber 13 Touchdowns. Die 1982er Saison wurde durch einen Spielerstreik von 16 auf 9 Spiele reduziert und die Playoffs von 12 auf 16 Mannschaften erweitert. Riggins spielte eine durchschnittliche Saison und erzielte 553 Yards Raumgewinn auf dem Boden. Die Redskins erreichten die Play-offs, in denen Riggins seine Leitung sprunghaft verbesserte und in drei Spielen bis zum Super Bowl XVII für 444 Yards Raumgewinn lief. Auf dem Weg dorthin wurden die Detroit Lions, Minnesota Vikings und Dallas Cowboys geschlagen. Während des Super Bowls zeigte Riggins erneut eine hervorragende Leistung. Er erreichte 166 Yards Raumgewinn bei 38 Laufversuchen. Diese Leistung half den Washington Redskins, die Miami Dolphins mit 27:17 zu schlagen, und Riggins wurde aufgrund seiner Leistung zum MVP des Super Bowls, also zum wertvollsten Spieler des Spiels, gewählt.
Ein Spielzug während des Super Bowls kann wohl als Riggins' bekannteste Aktion seiner gesamten Karriere bezeichnet werden: Es waren noch zehn Minuten zu spielen. Die Redskins befanden sich in einer „Fourth Down“-Situation und mussten nur wenige Zentimeter überbrücken, um einen neuen ersten Versuch zu erhalten. Riggins wurde auf das Spielfeld geschickt mit dem Plan, nur einige Yards Raumgewinn zu erzielen, um das „First Down“ zu erzielen. Riggins erhielt den Ball vom Quarterback und schaffte es, einen Tackle durch einen Verteidiger der Dolphins zu vermeiden. Anstelle der wenigen Yards, die der Spielzug eigentlich einbringen sollte, lief er 43 Yards und erzielte einen Touchdown. Dieser Spielzug wurde 2007 von den Redskins-Fans zum „Redskins' Greatest Moment“ gewählt. Außerdem wurde dieser Spielzug im Vorfeld von Super Bowl XLVI zum achtbesten Spielzug der Super Bowl Geschichte, durch das NFL Network gewählt. Riggins erlief 610 Yards in den Playoffs (einschließlich des Super Bowl), was einen NFL-Playoff-Rekord darstellt.
1983 war erneut ein sehr erfolgreiches Jahr für Riggins. Er erlief einen Raumgewinn von 1.347 Yards und 24 Touchdowns, was einen damaligen Rekord darstellte. Die Redskins erreichten erneut den Super Bowl, verloren aber diesmal gegen die Los Angeles Raiders (heute Las Vegas Raiders) mit 9:38. Eine kleine Kuriosität ist der Fakt, dass Riggins in der Saison 144 Punkte erzielte und dies die zweitmeisten Punkte in dieser Saison durch einen Spieler waren. Auf Platz eins in dieser Saison war der Kicker der Redskins, Mark Moseley, also ein Teamkollege von Riggins. Das war das erste Mal seit der Saison 1951, dass zwei Teamkollegen ligaweit die meisten und zweitmeisten Punkte in einer Saison erzielt hatten.
1984 war nochmal eine recht erfolgreiche Saison für Riggins, in der er erneut für mehr als 1.000 Yards Raumgewinn lief, obwohl er unter Rückenbeschwerden litt. Im Verlauf der 1985er-Saison wurde er dann von George Rogers ersetzt und beendete danach seine Karriere.
Im Jahr 1990 wurde er in den Washington Redskins Ring of Fame aufgenommen, was die mannschaftsinterne Ruhmeshalle der Redskins darstellt. Er wurde am selben Tag wie Quarterback Joe Theismann aufgenommen. Als Riggins' Name aufgerufen wurde, lief er in voller Montur (Helm, Pads, Trikot etc.), aufs Feld, woraufhin die Fans ihn mit stürmischem Beifall begrüßten.
Im Jahr 1992 wurde er in die Pro Football Hall of Fame aufgenommen.